# Прессли, Стивен
Сти́вен Джон Пре́ссли (англ. Steven John Pressley; 11 октября 1973, Элгин, Шотландия) — шотландский футболист, защитник, известный по выступлениям за «Харт оф Мидлотиан», «Данди Юнайтед» и сборную Шотландии. С 2010 года работает футбольным тренером.
Прессли является одним из немногих футболистов, которые выступали и за «Рейнджерс», и за «Селтик».

## Клубная карьера

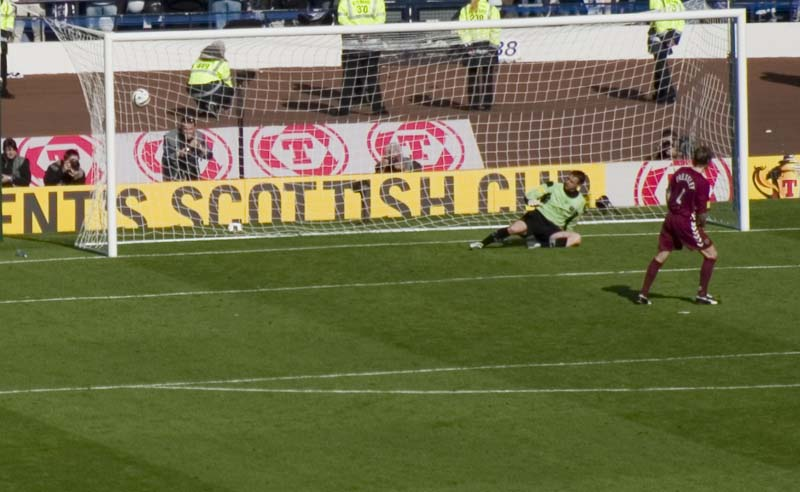
Прессли забивает пенальти в финале Кубка Шотландии против «Гретны»

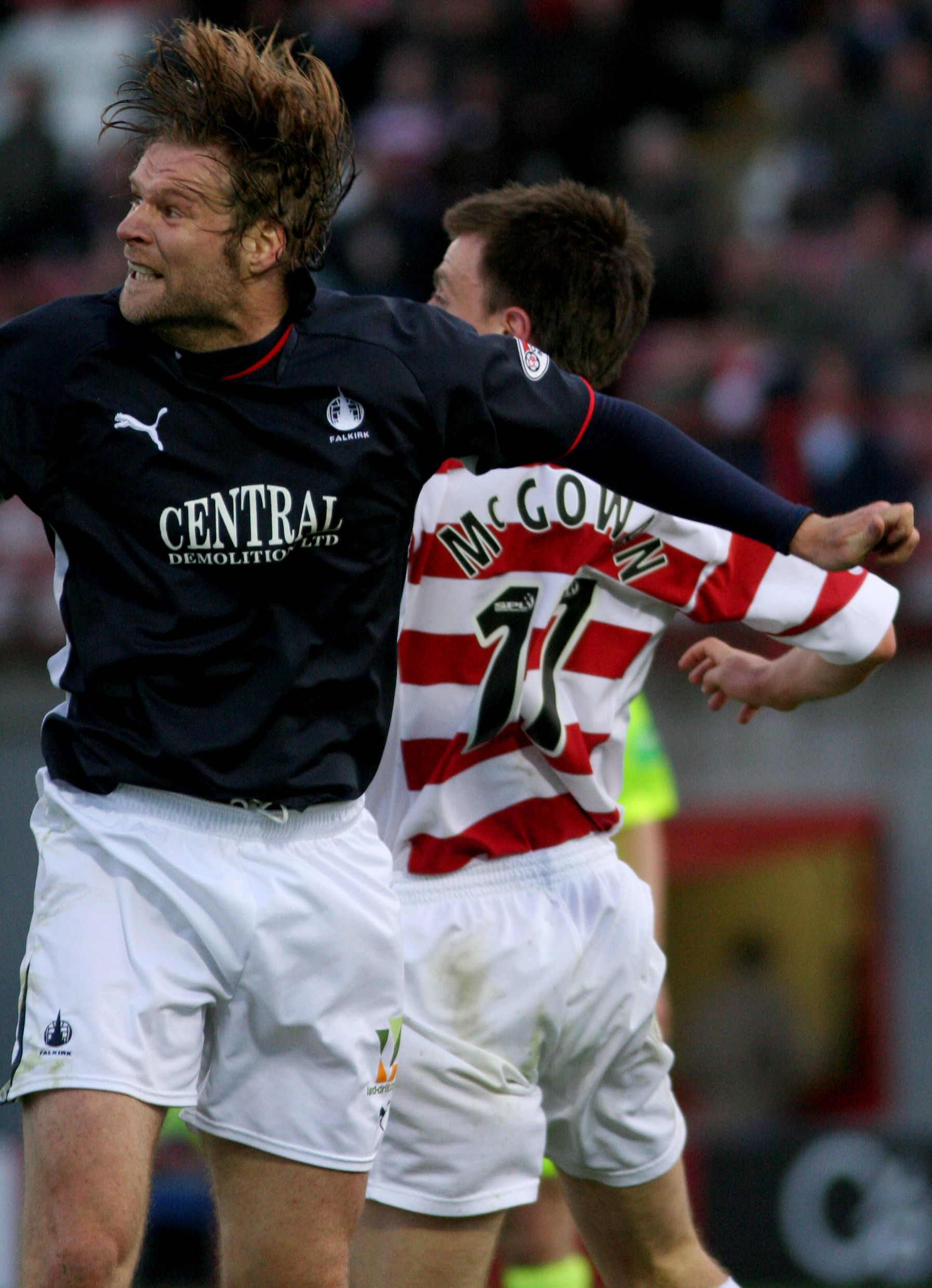
Прессли в составе «Фалкирка»

Прессли начал свою профессиональную карьеру в клубе «Рейнджерс». В сезоне 1990/91 он дебютировал за команду в шотландской Премьер-лиге. Стивен был футболистом ротации и за четыре сезона сыграл всего 33 матча в лиге, но несмотря на это в составе «рейнджеров» он стал двукратным чемпионом Шотландии, завоевал национальный кубок и дважды стал обладателем Кубка лиги. В 1994 году Прессли перешёл в английский «Ковентри Сити». Сумма трансфера составила 630 тыс. фунтов. Свой единственный гол за клуб он забил в матче против «Манчестер Юнайтед». Из-за проблем с дисциплиной и неважной формы Стивен был продан в конце сезона в «Данди Юнайтед» за 750 тыс. фунтов. Уже в первом сезоне он помог новому клубу выиграть первый дивизион и выйти в Премьер-лигу. За три сезона Прессли стал одним из лидеров команды и сыграл за неё более 100 матчей во всех соревнованиях.
В 1998 году Стивен перешёл в «Харт оф Мидлотиан». В новой команде Прессли стал капитаном. Он помог команде успешно выступать на европейской арене, при его непосредственном участии были обыграны «Штутгарт», «Бордо» и «Базель». В сезоне 2005/06 Прессли помог «сердцам» занять второе место. В том же году в финале Кубка Шотландии Стивен забил один из послематчевых пенальти и во второй раз выиграл трофей. Позже Прессли был введён в зал славы клуба. В конце 2006 года из-за череды скандалов в управлении клуба и решения владельца команды избавиться от лидеров Стивен сначала был лишён капитанской команды, а затем выставлен на трансфер.
Интерес к Прессли проявляли английский «Дерби Каунти» и «Чарльтон», но он подписал соглашение с «Селтиком», став четвёртым после Мо Джонстона, Кенни Миллера, Альфи Конна. 2 января 2007 года в матче против «Килмарнока» он дебютировал за «кельтов». В матче кубка против «Инвернесс Каледониан Тисл» Стивен забил свой первый гол. По окончании сезона он в третий раз стал обладателем национального кубка и выиграл Премьер-лигу. После окончания контракта Прессли тренировался с резервной командой клуба для поддержания формы.
В 2008 году он подписал соглашение на четыре месяца с датским «Раннерс». 14 сентября в матче против «Хорсенс» Прессли дебютировал в датской Суперлиге. В декабре срок соглашения с датским клубом истек. Стивену предлагали контракт несколько команд из Швейцарии, а «Инвернесс» пост тренера, но Прессли решил продолжить карьеру в «Фалкирке». 17 января 2009 года в матче против своего бывшего клуба «Рейнджерс» он дебютировал за новую команду. По окончании сезона Стивен завершил карьеру.

## Международная карьера
В 2000 году в матче против сборной Франции Прессли дебютировал за сборную Шотландии. За национальную сборную он провёл 32 встречи.

## Достижения
Командные
 «Рейнджерс»
- Чемпионат Шотландии — 1992/93
- Чемпионат Шотландии — 1993/94
- Обладатель Кубка Шотландии — 1993
- Обладатель Кубка лиги — 1992/93
- Обладатель Кубка лиги — 1993/94

 «Харт оф Мидлотиан»
- Обладатель Кубка Шотландии — 2006

 «Селтик»
- Чемпионат Шотландии — 2007
- Обладатель Кубка Шотландии — 2007